# STP Not LSD
STP Not LSD ist das vierte Album der US-amerikanischen Punkband Angry Samoans. Es wurde 1988 auf Triple X Records veröffentlicht. Musikalisch wurde der Stil des viel kritisierten Vorgängeralbums Yesterday Started Tomorrow fortgeführt: Punkrock mit Alternative-Elementen. Von Fachwelt und Publikum wurde das Album wenig begeistert aufgenommen.

## Titelliste
1. „I Lost (My Mind)“ – 1:57 (Saunders, Turner)
2. „Wild Hog Rhyde“ – 2:07 (Saunders, Turner)
3. „Laughing at Me“ – 1:47 (Coverversion von Alice Cooper)
4. „STP Not LSD“ – 2:05 (Saunders)
5. „Staring at the Sun“ – 1:36 (Saunders)
6. „Death of Beewak“ – 2:07 (Todd Homer, Saunders)
7. „Egyptomania“ – 1:37 (Homer, Turner)
8. „Attack of the Mushroom People“ – 2:44 (Saunders)
9. „Feet on the Ground“ – 1:18 (Homer)
10. „Garbage Pit“ – 1:40 (Saunders)
11. „(I’ll Drink to This) Love Song“ – 2:04 (Saunders)
12. „Lost Highway“ – 2:25 (Saunders)

## Entstehungsgeschichte
STP Not LSD wurde wie auch der Vorgänger in den Penguin Studios im kalifornischen Glendale aufgenommen. Die Spielzeit des Albums ist kurz, so dass wie bei den vorangegangenen Veröffentlichungen die Kategorisierung in LP bzw. EP schwierig ist. Zum Zeitpunkt der Aufnahme gab es starke Spannungen innerhalb der Band, insbesondere Saunders und Homer stritten sich häufig, auch über den musikalischen Kurs der Band. Kurz nach Veröffentlichung des Albums verließ Homer, der dem wachsenden Anteil rockiger Elemente an der Musik der Angry Samoans kritisch gegenüberstand, die Band.

1990 wurde das Album von Triple X Records ohne inhaltliche Änderungen als CD neu aufgelegt.

## Rezeption
AllMusic.com zeigte sich grundsätzlich enttäuscht von STP Not LSD und nannte das Album „one big platter of disappointment“ („ein einziger, großer Teller voller Enttäuschungen“). Das „Only Solitaire“-Blog bestätigt häufig genannte Kritikpunkte am Album, verweist aber darauf, dass es eine Rückkehr zu den Wurzeln der Band als Proto-Punk-Garagerock-Band darstelle und unter dieser Prämisse gut gemacht sei. Trouser Press hob die Instrumentenbeherrschung der Band positiv hervor, kritisierte aber den Gesang: „Saunders und (...) Homer singen ihre dämlichen Texte immer noch so, als würden sie sie verkehrt herum von einem Spiegel ablesen.“